# Антонов Ан-38
Ан-38 е руски многоцелеви самолет за гражданската авиация, създаден в началото на 1990-те години от АНТК Антонов. С отчитане на икономическата ситуация, самолетът е конструиран като евтина, издръжлива, лесна за поддръжка машина с ниски експлоатационни разходи. Разработен е главно за нуждите на малките авиокомпании.
Ан-38 е създаден на базата на остарелия Ан-28, като е удължено тялото и са използвани нови двигатели и оборудване. Новият „Ан“ може да превозва 27 пътници (срещу 17 при Ан-28) или 2500 kg товари. Може да се използва от къси писти или площадки с дължина 700 m с покритие от пръст, сняг и лед, както и да бъде експлоатиран в температурни граници от – 55 °С до + 45 °С. Ан-38 е единственият самолет в света, сертифициран за полети при околна температура – 50 °С. Всичко това го прави привлекателен за употреба в крайните северни и далекоизточни райони на Русия.
По желание на клиента самолетът е предлаган с три различни типа двигатели – руските ТВД-1500 и ТВД-20 и американските TPE331-14GR-801E. Ан-38 е предлаган и в различни варианти: пътнически, комфортен административен, спасителен, санитарен, патрулен, транспортно-десантен, за аерофотография, за геофизически изследвания, за разузнаване на ледовата обстановка, за търсене и следене на рибни пасажи и морски животни.
Първият Ан-38-100 излита на 23 юни 1994 г. и е с американски двигатели. Ан-38-200 е с руските двигатели ТВД-20 и е ориентиран основно към руския пазар. Първият сериен Ан-38-100 е закупен от авиокомпанията „Восток“ от гр. Хабаровск.

## Варианти
Ан-38-100 – базов вариант с американски двигатели ТРЕ 331-14GR-801E и американски въздушни винтове на фирмата „Hartzell“ с пълен комплект оборудване за полети в страните от ОНД.
Ан-38-110 – вариант със съкратен комплект оборудване.
Ан-38-120 – вариант с разширен комплект оборудване, обезпечаващ полети по международни трасета.
Ан-38-200 – Комплексът от оборудване е аналогичен на този на Ан-38-120, но е допълнен със системата за предупреждение за сблъсък във въздуха TCAS-2000, което позволява да се лети по всяко време на денонощието, в сложни метеорологични условия, а също така и по международни коридори.
Ан-38К – вариант с увеличена до 3200 kg товароподемност (при увеличаването на полетната маса до 9400 kg) и предназначен за превоз на товари в четири стандартни контейнера LD-3.

## ТТХ
Ан-38-100
- Размах на крилото, m – 22,06
- Дължина на самолета, m – 15,54
- Височина на самолета, m – 4,30
- Площ на крилото, m² – 39,72
- Маса, kg
  - празен – 5000
  - максимална излетна – 8800
- Гориво на борда, l – 2870
- Тип на двигателите
  - 1 вариант – 2 Allied Signal TPE331-14GR-801E
  - 2 вариант – 2 ТВД-1500
- Мощност, к. с. – 2 х 1500
- Крайцерска скорост, km/h – 380
- Максимална скорост, km/h – 405
- Практическа далечина на полета, km – 1450
- Далечина на действие, km – 800
- Практически таван на полета, m – 9000
- Екипаж – 1 – 2 души
- Полезен товар – до 27 пътници или 2500 kg товари.